# Frane Vinko Golem
Frane Vinko Golem (Bisko, Trilj, 4. listopada 1938. – Zagreb, 11. kolovoza 2007.) bio je hrvatski diplomat i političar.
Iako po zanimanju liječnik, bio je ministar vanjskih poslova u Vladi RH, od studenoga 1990. do svibnja 1991.
Osnovao je Odjel za endokrinu kirurgiju KBC-a Zagreb (1992.)